# World Series 1939
Le World Series 1939 sono state la 36ª edizione della serie di finale della Major League Baseball al meglio delle sette partite tra i campioni della National League (NL) 1939, i Cincinnati Reds e quelli della American League (AL), i New York Yankees. A vincere il loro ottavo titolo furono gli Yankees per quattro gare a zero.
Per gli Yankees si trattò del quarto titolo consecutivo, con il manager Joe McCarthy che pareggiò il record di Connie Mack con la quinta vittoria. Malgrado la sconfitta, i Reds erano una squadra in ascesa, che dall'ultimo posto del 1937 sarebbe passata a vincere il titolo l'anno successivo.

## Sommario
New York ha vinto la serie, 4-0.
| Gara | Data      | Risultato                                             | Stadio         | Tempo | Pubblico |
| ---- | --------- | ----------------------------------------------------- | -------------- | ----- | -------- |
| 1    | 4 ottobre | Cincinnati Reds – 1, New York Yankees – 2             | Yankee Stadium | 1:33  | 58.541   |
| 2    | 5 ottobre | Cincinnati Reds – 0, New York Yankees – 4             | Yankee Stadium | 1:27  | 59.791   |
| 3    | 7 ottobre | New York Yankees – 7, Cincinnati Reds – 3             | Crosley Field  | 2:01  | 32.723   |
| 4    | 8 ottobre | New York Yankees – 7, Cincinnati Reds – 4 (10 inning) | Crosley Field  | 2:04  | 32.794   |

## Hall of Famer coinvolti
- Umpire: Bill McGowan
- Yankees: Joe McCarthy (man.), Bill Dickey, Joe DiMaggio, Lefty Gomez, Joe Gordon, Red Ruffing
- Cubs: Bill McKechnie (man.), Ernie Lombardi, Al Simmons